# Notostigmophora
Notostigmophora – podgromada wijów z gromady pareczników. Obejmuje tylko rząd przetarcznikokształtnych.
Takson ten został wyróżniony w 1901 roku przez Karla Wilhelma Verhoeff'a. W obrębie pareczników przeciwstawiany jest Pleurostigmophora, obejmującym pozostałe znane rzędy pareczników. Notostigmophora wyróżniają się m.in. obecnością przetchlinek w tylnej części tergitów oraz występowaniem oczu złożonych.